# Periphoeba
Periphoeba là một chi bướm đêm thuộc phân họ Olethreutinae trong họ Tortricidae.

## Các loài
- Periphoeba palmodes (Meyrick, 1920)